# Actocetor
Actocetor Becker, 1903 è un genere di insetti della famiglia degli Ephydridae (Diptera: Schizophora), distribuito in Africa, Asia e Europa meridionale.

## Descrizione
Gli adulti di questo genere hanno corpo di piccole dimensioni, lungo in media 3 millimetri o poco più. A differenza della maggior parte degli Ephydridae, questo genere si caratterizza per la livrea appariscente e per le ali pigmentate. Il capo e il torace sono generalmente giallastri, spesso di aspetto pruinoso per la presenza di un microtomento grigiastro. L'addome è di colore variabile dal bronzeo al bruno rossastro al nero al blu. Sul capo e sull'addome è presente un tomento biancastro o grigio, mentre l'addome è in genere glabro e lucente. Il carattere più evidente è tuttavia la maculatura delle ali, che negli Ephydridae sono generalmente ialine. Nei Discomyzini, la pigmentazione delle ali ricorre in tutte le specie dei generi Actocetor e Trypetomima e in una sola specie del genere Guttipsilopa. Le ali degli Actocetor sono di colore bruno e sono cosparse di numerose macchie bianche di varia forma e sviluppo.
Oltre a quelli citati, i più importanti caratteri morfologici ricorrenti nel genere sono i seguenti:
- Antenne inserite molto in alto sulla fronte e con primo flagellomero breve e isodiametrico.
- Setole fronto-orbitali costituite da una anteriore proclinata, una seconda reclinata e una terza proclinata. Le prime due sono ben sviluppate, la terza ridotta.
- Setole pseudopostocellari[1] ridotte.
- Parafacce portanti quattro paia di setole (setole facciali), raramente tre o cinque; le setole facciali sono inclinate verso l'interno e le due superiori possono incrociarsi reciprocamente.
- Setole acrosticali allineate su 6-8 file irregolari, con due prescutellari ben sviluppate.
- Setola postalare e sopralare robuste e ben sviluppate.
- Setole scutellari in numero di due paia, con le basali più corte delle apicali.
- Anepisterno provvisto di una robusta setola.
- Alula poco sviluppata o del tutto assente.

La nervatura alare è conformata come nella maggior parte della famiglia: costa estesa fino alla media, con due fratture (omerale e subcostale), subcosta incompleta, radio suddivisa in tre rami (R1, R2+3 e R4+5), confluenti sulla costa, rispettivamente entro la metà basale, entro la metà distale e il terzo presso l'apice dell'ala. Media indivisa, confluente sul margine posteriore in posizione subapicale. Venatura posteriore ridotta, con CuA1 completa e le altre rudimentali o assenti. Delle vene trasverse è bene evidente la medio-cubitale discale, posizionata nella metà distale dell'ala, la radio-mediale è breve, basale e poco evidente, la medio-cubitale basale è assente. La cellula discale ha tre macchie bianche nelle specie del sottogenere tipo e una sola macchia o nessuna in Poecilostenia.

## Biologia
Le conoscenze relative alla biologia degli Actocetor si limitano a poche osservazioni relative agli adulti di Actocetor indicus, mentre sono sconosciuti gli stadi preimmaginali e il comportamento delle altre specie. Gli adulti della specie citata si rinvengono spesso in luoghi sabbiosi in prossimità di detriti organici, in particolare escrementi. Ciò fa presumere che le larve si comportino come saprofaghe.

## Distribuzione
Actocetor è un genere a distribuzione tropicale o subtropicale, con areale prevalentemente afrotropicale. Alcune specie si sono propagate alle regioni mediterranee e mediorientali del Paleartico e alla regione orientale. La specie di maggior diffusione, A. indicus ha un vasto areale, presumibilmente a causa di introduzioni secondarie.
In Europa il genere è rappresentato esclusivamente da A. indicus, segnalato in Spagna e nelle Isole Canarie.

## Tassonomia
Da diversi decenni Actocetor è suddiviso in due sottogeneri, Actocetor e Poecilostenia, quest'ultimo, in passato, trattato anche come genere distinto. L'attuale suddivisione in specie si deve sostanzialmente ad una revisione di Dikow & Mathis (2002), in occasione della quale hanno descritto due nuove specie e ridotto cinque a sinonimi minori, portando a sette il numero complessivo di specie.
Dalla revisione di Dikow & Mathis, la suddivisione del genere è la seguente:
- Sottogenere Actocetor Becker, 1903
  - Actocetor (Actocetor) afrus Dikow & Mathis, 2002. Afrotropicale.
  - Actocetor (Actocetor) hovus Giordani Soika, 1956. Afrotropicale. Sinonimi: A. hova Giordani Soika, 1956
  - Actocetor (Actocetor) indicus (Wiedemann, 1824). Afrotropicale, orientale, paleartica. sinonimi: A. hendeli Meijere, 1924, A. beckeri Hendel, 1917, A. margaritatus Wiedemann, 1830, A. panelii Frey, 1958
  - Actocetor (Actocetor) nigrifinis (Walker, 1860). Orientale. Sinonimi: A. beckeri Meijere, 1916, A. elegans Hendel, 1917.
- Sottogenere Poecilostenia Bezzi, 1908
  - Actocetor (Poecilostenia) decemguttatus (Bezzi, 1908). Afrotropicale. Sinonimi: Poecilostenia decemguttata Bezzi, 1908, A. anormalipennis Séguy, 1933, A. toniatabae Canzoneri, 1981
  - Actocetor (Poecilostenia) lindneri Wirth, 1955. Afrotropicale.
  - Actocetor (Poecilostenia) yaromi Dikow & Mathis, 2002. Afrotropicale.

## Filogenesi
Dikow & Mathis hanno definito le probabili relazioni filogenetiche di Actocetor con alcuni generi dei Discomyzini. In particolare, Actocetor si posizionerebbe come linea monofiletica correlata al clade composto dai generi Trypetomima, Eremomusca e Eremotrichoma, secondo il seguente schema:
|  | \| \| Trypetomima \| \| \| \| \| \| Eremomusca + Eremotrichoma \| \| \| \| |
|  |                                                                            |
|  | Actocetor                                                                  |
|  |                                                                            |
|  | Trypetomima                                                                |
|  |                                                                            |
|  | Eremomusca + Eremotrichoma                                                 |
|  |                                                                            |

|  | Trypetomima                |
|  |                            |
|  | Eremomusca + Eremotrichoma |
|  |                            |

|  | \| \| Trypetomima \| \| \| \| \| \| Eremomusca + Eremotrichoma \| \| \| \| |
|  |                                                                            |
|  | Actocetor                                                                  |
|  |                                                                            |
|  | Trypetomima                                                                |
|  |                                                                            |
|  | Eremomusca + Eremotrichoma                                                 |
|  |                                                                            |

|  | Trypetomima                |
|  |                            |
|  | Eremomusca + Eremotrichoma |
|  |                            |